# Langensalza-Medaille

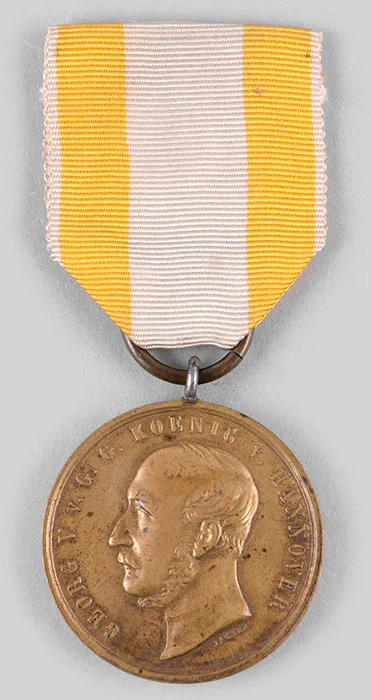
Avers der vergoldeten Bronze-Medaille mit Schlaufe in den Welfen-Farben Gelb-Weiß

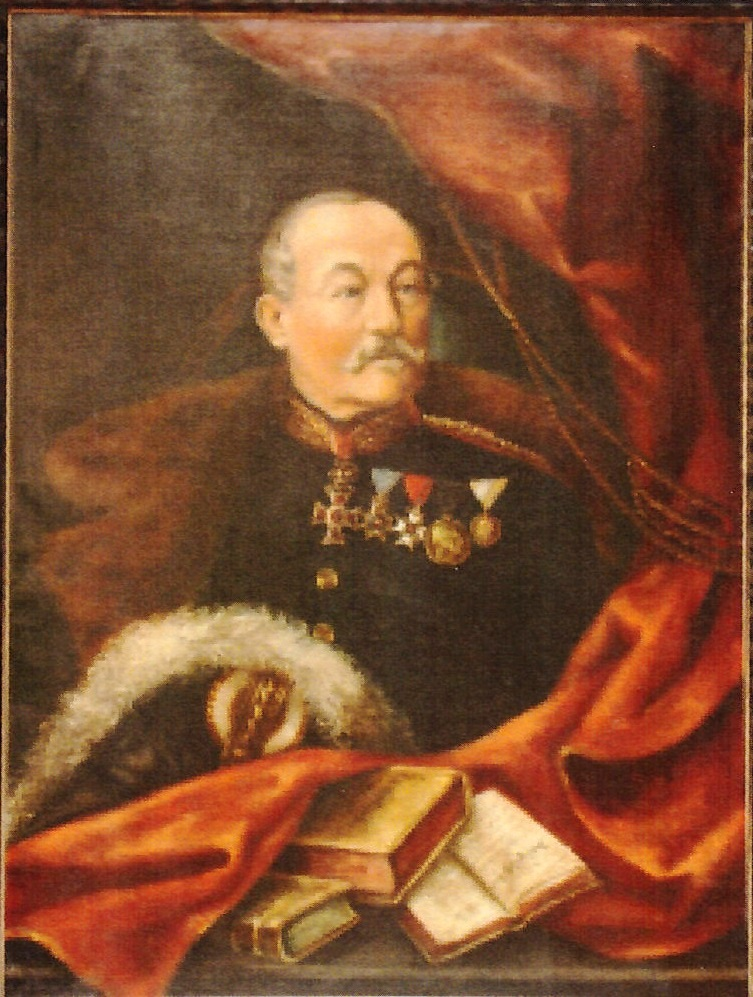
Onno Klopp mit Auszeichnungen, darunter die Langensalza-Medaille;
postumes Porträt durch Wilhelmine von Vogelsang, nach einer Fotografie

Die Langensalza-Medaille wurde am 30. Juni 1866 durch König Georg V. von Hannover gestiftet und konnte an alle Soldaten verliehen werden, die an der erfolgreichen Schlacht gegen Preußen am 27. Juni 1866 teilgenommen haben.
Die vergoldete, bronzene Medaille zeigt auf dem Avers das nach links gewandte Profil des Stifters, unterhalb des Halsabschnittes die Signatur des Wiener Medailleurs Heinrich Jauner. Umlaufend GEORG V v. G. G. KOENIG v. HANNOVER. Rückseitig von einem Lorbeerkranz umgeben die dreizeilige Inschrift LANGENSALZA 27. JUNI 1866.
Getragen wurde die Auszeichnung an einem weißen Band mit gelben Seitenstreifen auf der linken Brust.

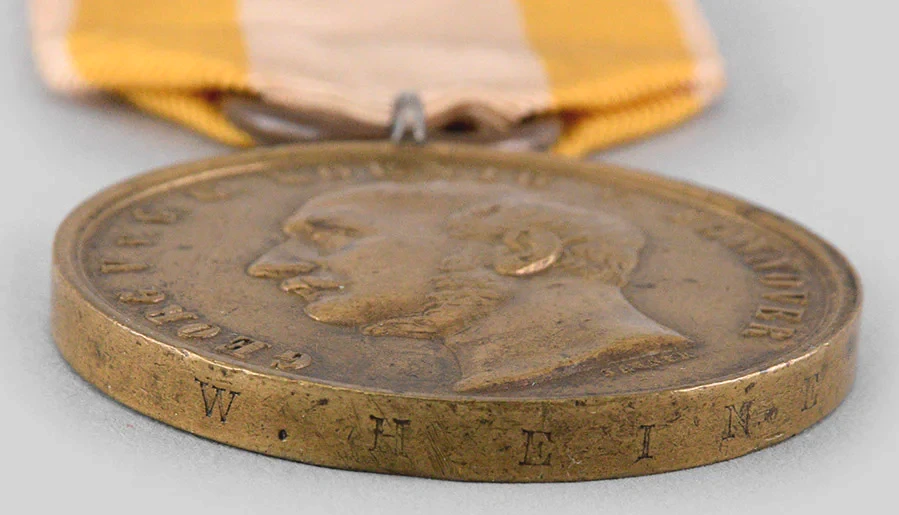
Individualisierte Gravur in der Rändelung für den an der Schlacht Beteiligten „W. HEINE“
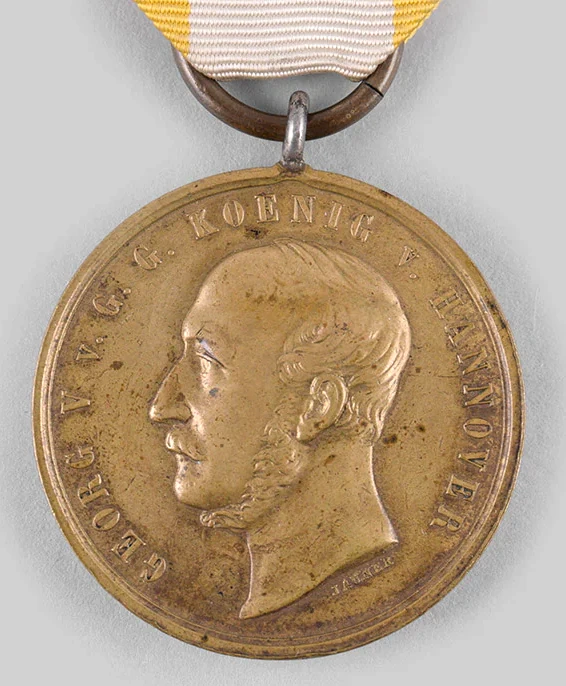
Signatur JAUNER am Halsabschnitt
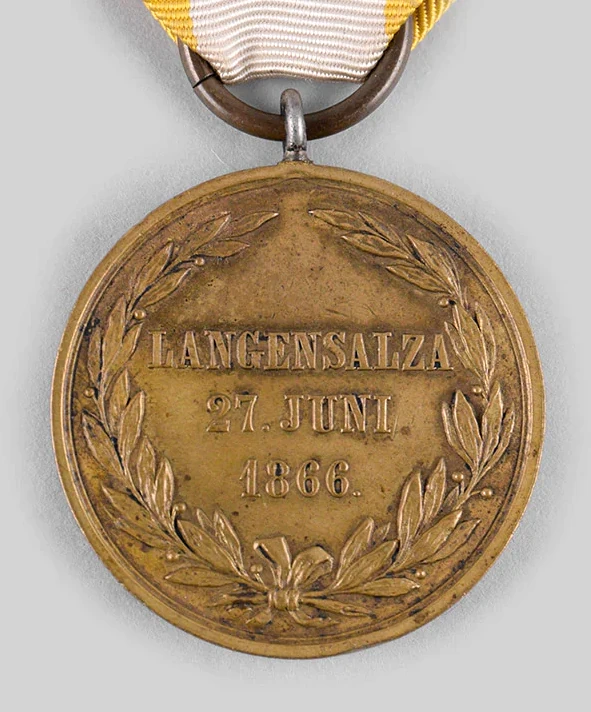
Revers mit Inschrift im Lorbeerkranz